# Гарднер (Канзас)
Гарднер (англ. Gardner) — місто (англ. city) в США, в окрузі Джонсон штату Канзас. Населення — 23 287 осіб (2020).

## Географія
Гарднер розташований за координатами 38°48′57″ пн. ш. 94°55′48″ зх. д. / 38.81583° пн. ш. 94.93000° зх. д. (38.815856, -94.929983).  За даними Бюро перепису населення США в 2010 році місто мало площу 26,33 км², з яких 26,20 км² — суходіл та 0,13 км² — водойми.

## Демографія
Згідно з переписом 2010 року, у місті мешкали 19 123 особи в 6644 домогосподарствах у складі 4938 родин. Густота населення становила 726 осіб/км².  Було 7300 помешкань (277/км²).
Расовий склад населення:
| - 89,7 % — білих - 3,0 % — чорних або афроамериканців - 1,9 % — азіатів - 0,5 % — корінних американців - 1,8 % — осіб інших рас |

До двох чи більше рас належало 3,0 %. Частка іспаномовних становила 6,2 % від усіх жителів.
За віковим діапазоном населення розподілялося таким чином: 33,2 % — особи молодші 18 років, 61,5 % — особи у віці 18—64 років, 5,3 % — особи у віці 65 років та старші. Медіана віку мешканця становила 30,0 року. На 100 осіб жіночої статі у місті припадало 99,6 чоловіків;  на 100 жінок у віці від 18 років та старших — 95,4 чоловіків також старших 18 років.
Середній дохід на одне домашнє господарство  становив 74 282 долари США (медіана — 67 422), а середній дохід на одну сім'ю — 80 466 доларів (медіана — 73 162). Медіана доходів становила 50 031 долар для чоловіків та 42 036 доларів для жінок. За межею бідності перебувало 3,8 % осіб, у тому числі 4,6 % дітей у віці до 18 років та 1,8 % осіб у віці 65 років та старших.
Цивільне працевлаштоване населення становило 10 212 особи. Основні галузі зайнятості: освіта, охорона здоров'я та соціальна допомога — 20,8 %, роздрібна торгівля — 13,9 %, виробництво — 11,1 %, науковці, спеціалісти, менеджери — 10,6 %.